# XQuery Update
XQuery Update Facility est une extension de XQuery, un langage de requête XML standardisé par le W3C.  Cette extension fournit les moyens de modifier des instances du modèle de données XQuery ou XPath 2.0 (en) (documents ou bases de données).
XQuery Update est une norme préliminaire (Candidate Recommendation) publiée par le W3C le 9 juin 2009.
Une caractéristique de XQuery Update est que, étant intégré à un langage fonctionnel (XQuery) sans effet de bord, les modifications ne sont pas appliquées au fur et à mesure de l'exécution du programme, mais ajoutées à une "liste de modifications" qui est appliquée en une seule fois en fin de programme (éventuellement de façon transactionnelle, selon le système sous-jacent). Ceci peut rendre son utilisation délicate pour les débutants.

## Implémentations
- BaseX - Base de données XML native open-source.
- (en) eXist - Une base de données XML native open-source largement utilisée.
- (en) MonetDB/XQuery - moteur de base de données XML open-source issu du CWI d'Amsterdam.
- (en) Qizx moteur de recherche XQuery avec version open-source Qizx/open, de la société française Axyana Software.
- (en) Saxon XSLT and XQuery Processor — de Michael Kay implémenteur de Saxon qui est aussi un moteur XSLT 1 et XSLT2 largement utilisé.
- (en) XQilla - Bibliothèque C++ open source (ASL2.0) supportant XQuery. Composant du produit Berkeley DB XML soutenu par Oracle.